# Petiḥâ
Petiḥâ (פתחא) est un terme araméen signifiant « ouverture », utilisé dans le judaïsme pour désigner au moins deux choses:
- la clausule initiale d'une bénédiction statutaire, corrélative à la Ḥatimâ, comportant au moins trois caractéristiques (énumérées dans la mishna berakhot): les mots (en hébreu : Baroukh ata/ברוך אתה) « béni sois-tu », le nom divin (en fait son substitut traditionnel) et le titre (en hébreu : Elohenou/א‑לוהינו) « notre Dieu » avec la mention de sa royauté dans le monde;
- la citation biblique initiale dans un midrash homilétique, à partir de laquelle le commentateur s'efforcera de tirer un sens qui rejoigne petit à petit le texte de la parasha du jour, dont l'un des versets est cité en conclusion du commentaire; on parle aussi de petiḥa (ou « ouverture ») pour le commentaire lui-même de la citation initiale.